# Herz-Jesu-Kirche (Weimar)

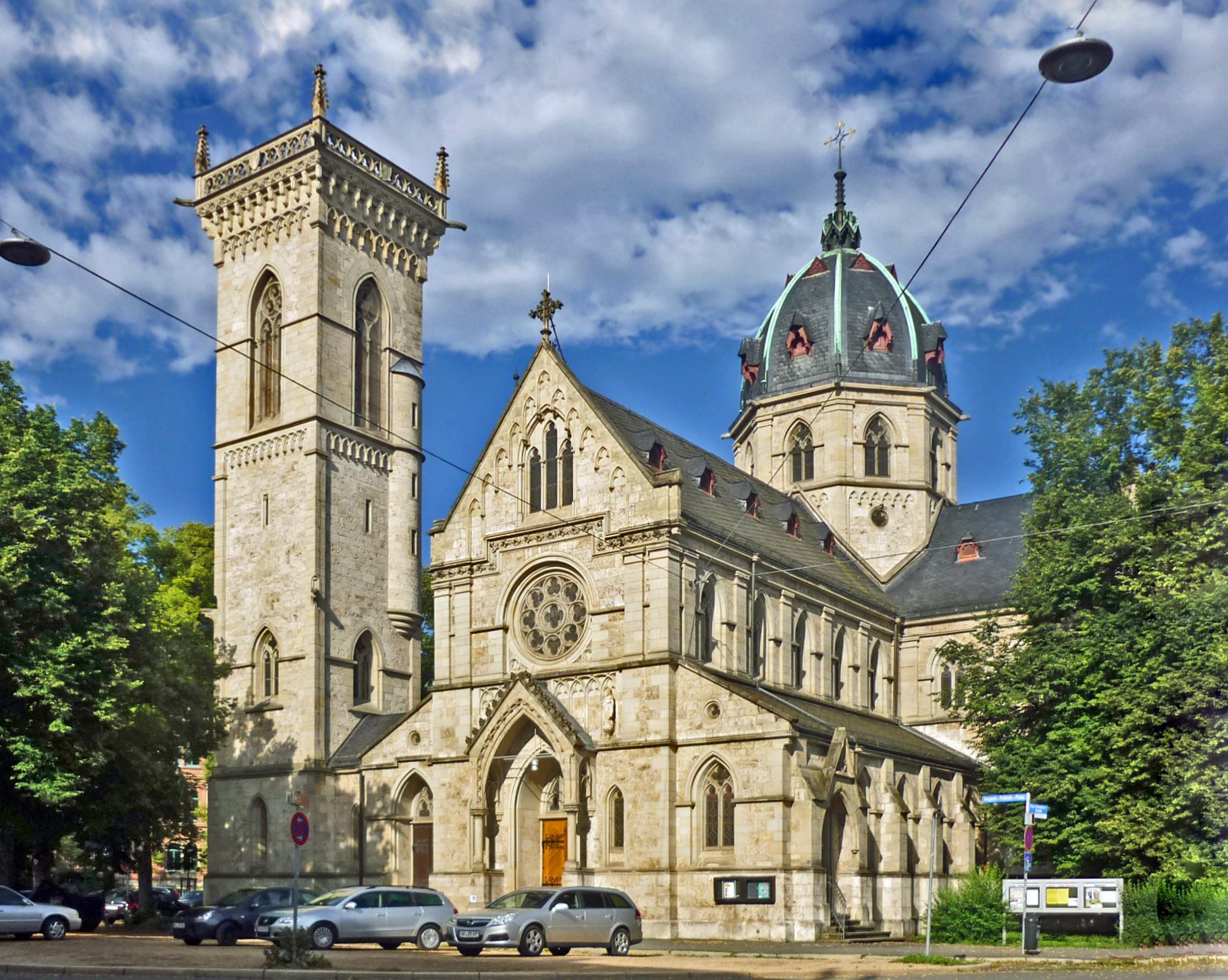
Herz-Jesu-Kirche in Weimar

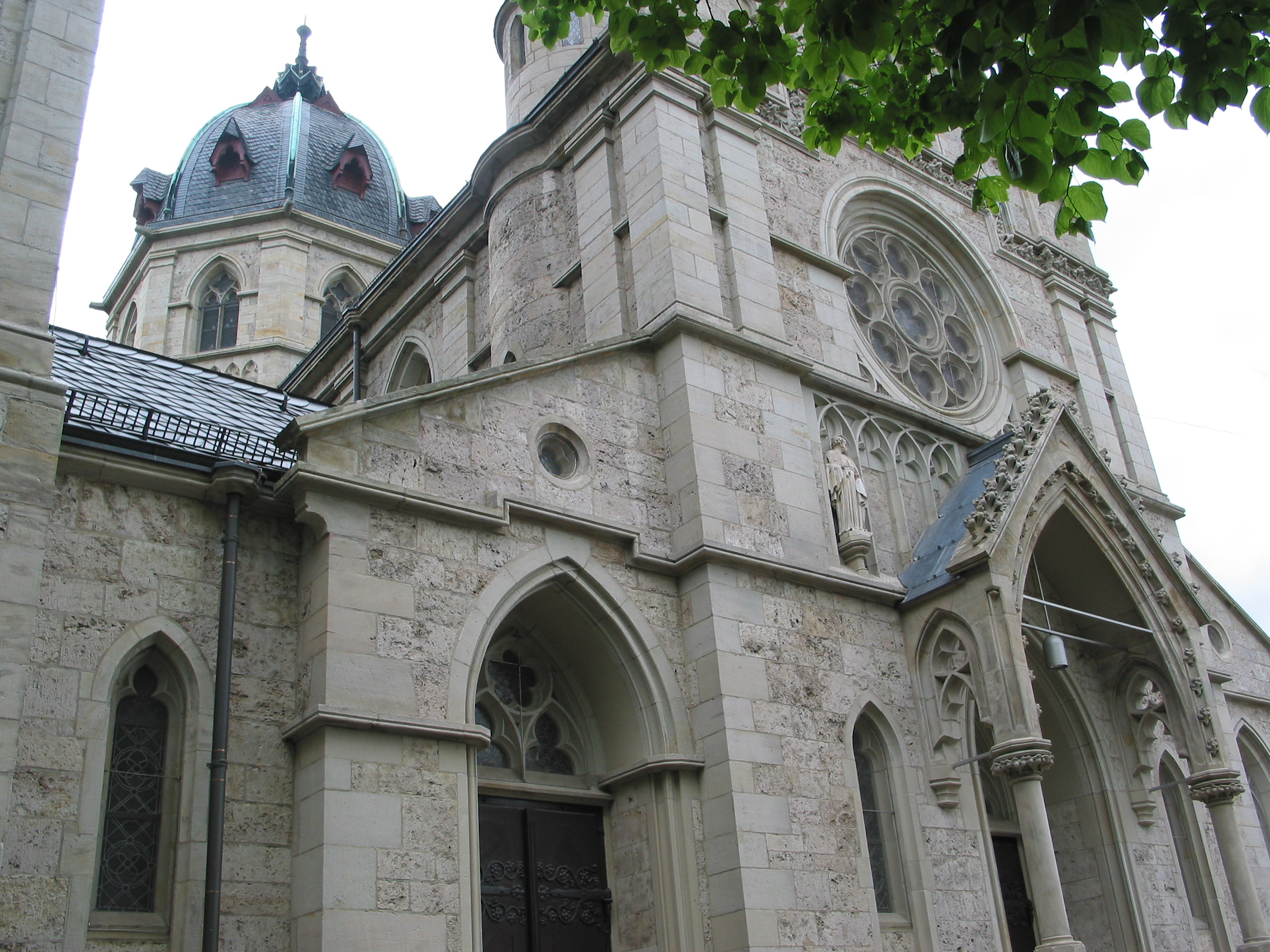
Seitenansicht

Die römisch-katholische Pfarrkirche Herz Jesu (ⓘ) steht in der thüringischen kreisfreien Stadt Weimar. Sie ist die Pfarrkirche der Pfarrei Herz Jesu Weimar im Dekanat Weimar des Bistums Erfurt. Sie trägt das Patrozinium des Heiligsten Herzen Jesu.

## Lage
Die Kirche befindet sich in der Paul-Schneider-Straße 1 bzw. auf dem August-Frölich-Platz in Weimar.
Die ehemalige Lottenmühle in der Paul-Schneider-Straße 3 ist Sitz des Pfarramtes dieser Kirche.

## Geschichte
Erstmals seit der Reformation gab es ab 1774 wieder öffentliche katholische Gottesdienste in Weimar. Sie fanden im Jägerhaus in der Marienstraße statt. Auf Initiative von Napoleon wurde 1806 eine katholische Pfarrei in der Region gegründet, die zunächst in Jena beheimatet war. 1817 wurde sie nach Weimar verlegt. Unter Leitung von Clemens Wenzeslaus Coudray wurde das Jägerhaus daraufhin umgestaltet. Der Kirchenraum erhielt das Patrozinium Johannes der Täufer. Johann Nepomuk Hummel und Franz Liszt waren prominente Gemeindemitglieder. Erst in der zweiten Hälfte des 19. Jahrhunderts jedoch zählte die Gemeinde so viele Mitglieder, dass man an einen Kirchenneubau dachte.  Ähnlich wie in der Residenzstadt Eisenach (katholische Kirche St. Elisabeth) wurde auch in Weimar eine Zustimmung durch den in Glaubensfragen toleranten Großherzog Carl Alexander und seitens der Landesregierung erwirkt. Eine europaweite Spendenaktion, die im Jahr 1863 begann, führte schließlich dazu, dass man 1889 mit dem Bau der neuen Kirche auf dem Platz neben der alten Lottenmühle – seit 1887 Pfarrhaus der Gemeinde – beginnen konnte.
Der Architekt Max Meckel plante eine neogotische Kirche, die im Äußeren dem Stil der italienischen Renaissance folgen sollte. Konkretes Vorbild für Kuppel und Glockenturm war der Dom von Florenz. Am 27. September 1891 wurde das Gotteshaus durch den Fuldaer Bischof Joseph Weyland geweiht.
1920 wurde mit finanzieller Unterstützung aus ganz Deutschland das katholische Schulhaus errichtet, heute Otto-Neururer-Haus.
Eine erste Renovierung der Kirche fand gegen Ende der 1930er Jahre statt, bei der die seit 1895 bestehende farbige Innenraumbemalung von J.P. Nowag beseitigt wurde. Am 9. Februar 1945 wurde das nördliche Seitenschiff durch Bomben beschädigt, jedoch nach Kriegsende rasch wieder instand gesetzt. Den Ideen des Zweiten Vatikanischen Konzils folgend wurde ab 1964 die Inneneinrichtung der Kirche „vereinfacht“.
Seit 1982 steht die Kirche unter Denkmalschutz. 1988 wurde sie unter der künstlerischen Leitung von Horst Jährling ein weiteres Mal renoviert. Nach der Wende konnten auch einige noch verbliebene Kriegsschäden repariert werden. Es erfolgte 1998 eine erneute Ausmalung, die sich an der ursprünglichen Farbgebung orientierte.
Heute hat die katholische Gemeinde in Weimar etwa 4.000 Mitglieder (Stand 2019).

## Ausstattung

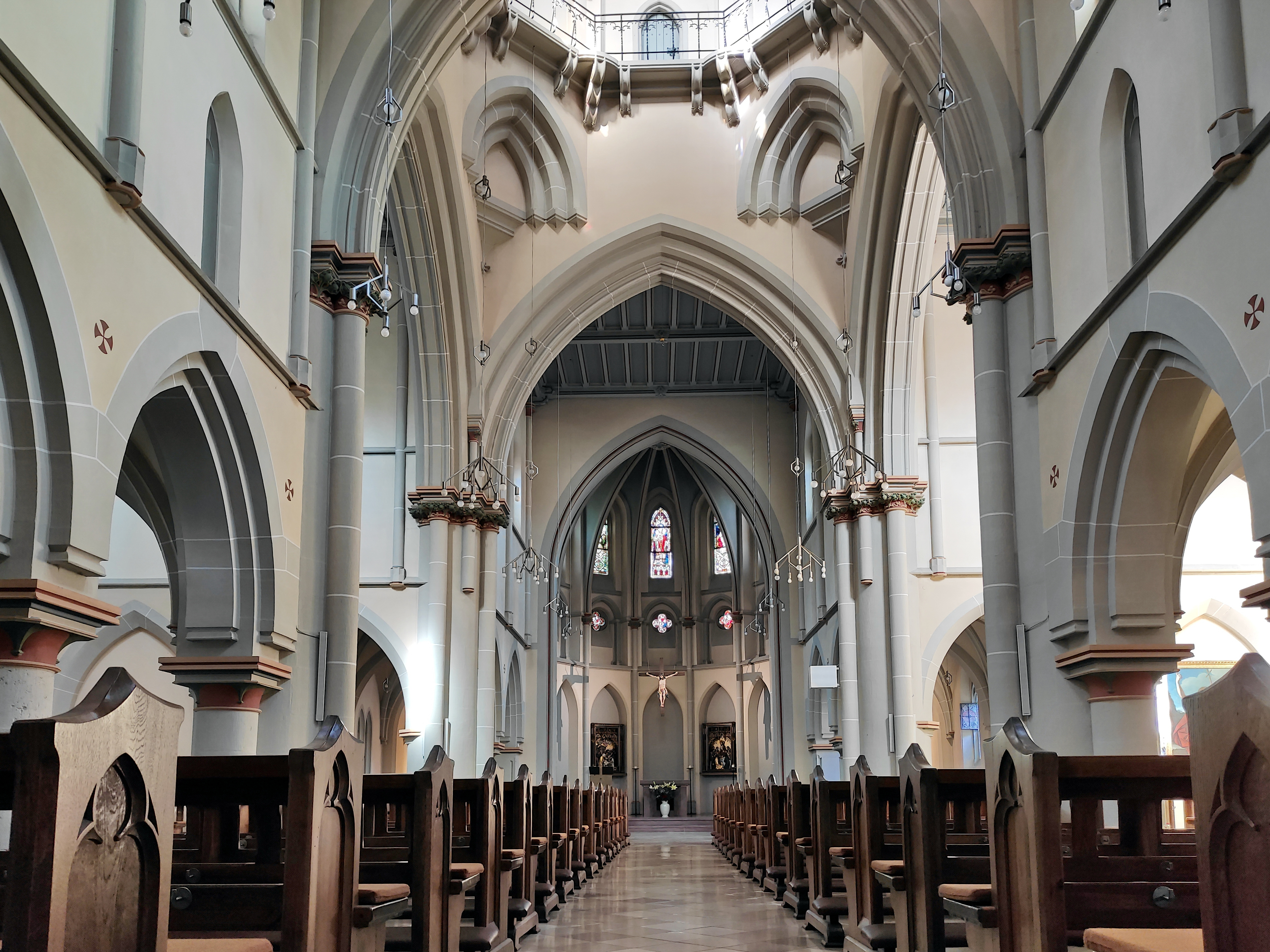
Herz Jesu Kirche: Innenraum

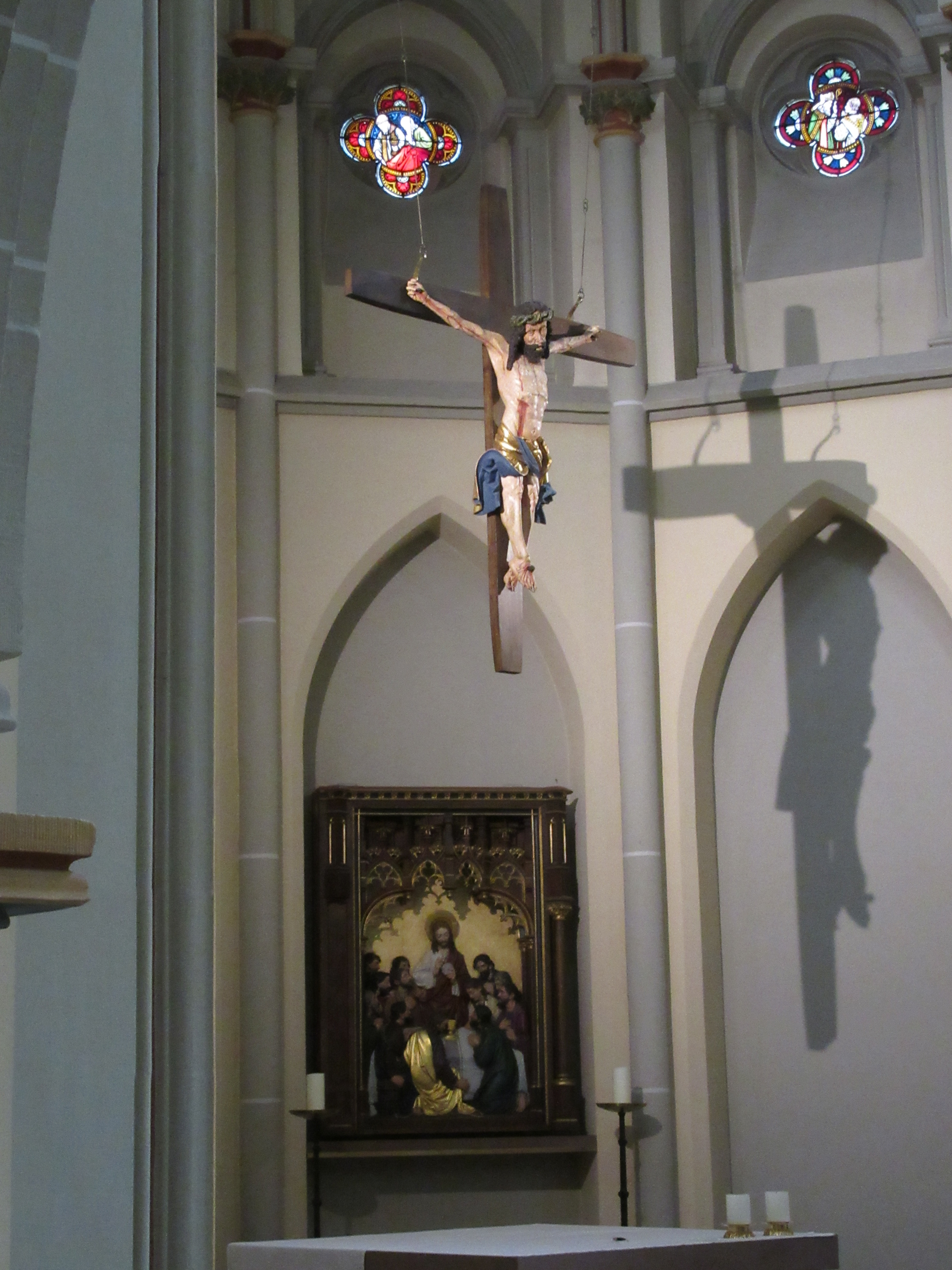
Altarraum (2016)

Die neogotische Altarausstattung der Mayer’schen Hofkunstanstalt, München (Hochaltar, Marienaltar und Josefsaltar) wurde 1964 in Teilen entfernt. Die zwei, zum Hochaltar gehörenden Halbreliefs (Die Geburt Christi; Das letzte Abendmahl) sind im Chorraum der Kirche zu sehen. In der nördlichen Seitenapsis wurde anstelle der ursprünglich platzierten Statue des Hl. Bonifatius der frühere Tabernakel mit dem einst im Hochaltar darüber befindlichen Kruzifix neu aufgestellt. Auf dem Nebenaltar in der südlichen Seitenapsis befindet sich die Figur der Heiligen Elisabeth von Thüringen; entsprechend sind in den Fenstern der Seitenapsiden Szenen aus dem Leben der Heiligen Elisabeth, bzw. des heiligen Bonifatius zu sehen. Das spätgotische Kreuz wurde belassen. Die zentrale Marienfigur des früheren Marienaltars kehrte nach einer Restaurierung wieder an ihren ursprünglichen Platz im südlichen Querschiff zurück. Im nördlichen Querschiff befindet sich anstelle des ursprünglichen Josefsaltars ein großes Ölkopie „Johannes der Täufer“ des Weimarer Hofmalers Ferdinand Jagemann (Original: Giovanni Francesco Barbieri).

## „Franz-Liszt-Gedächtnisorgel“

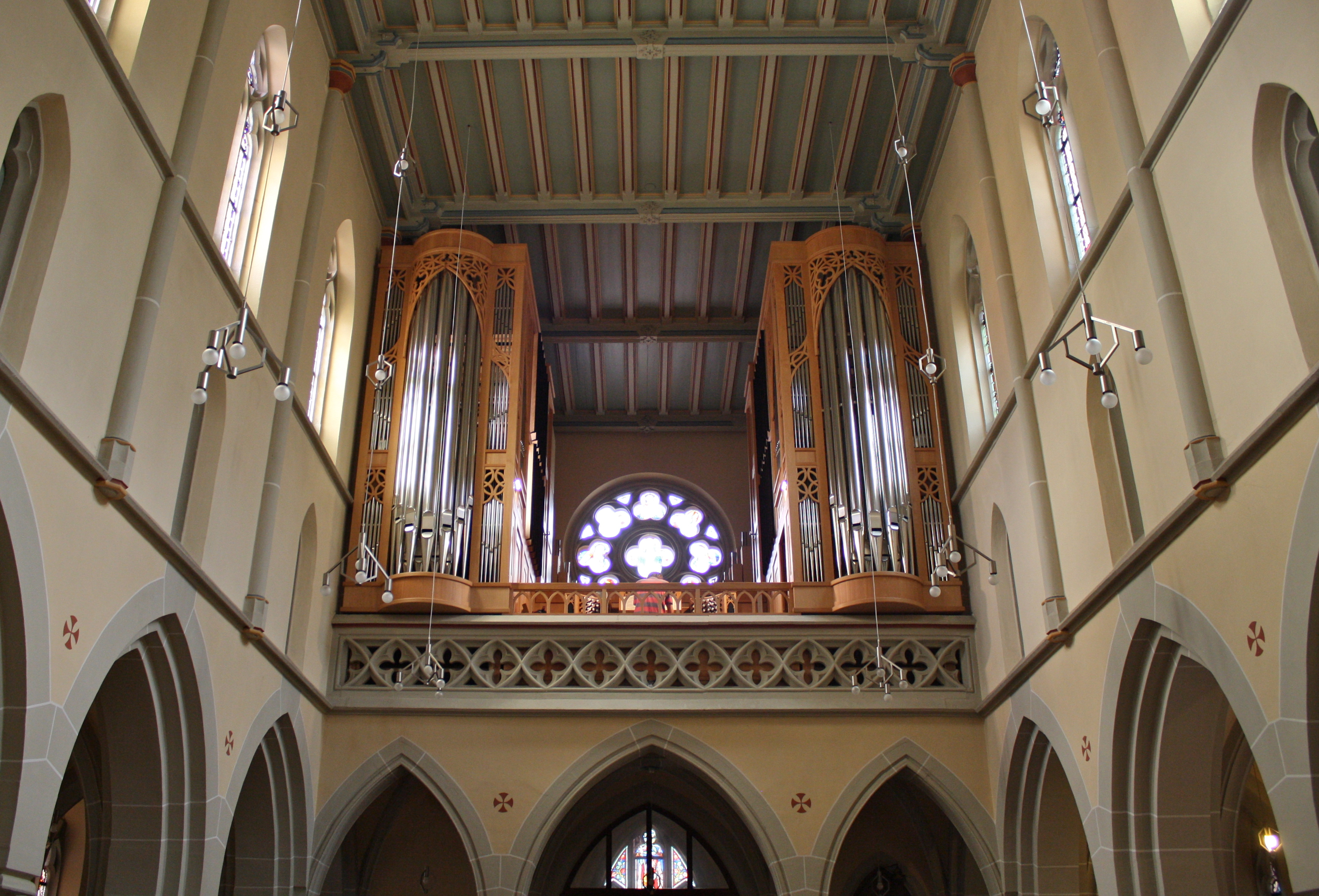
Blick Richtung Orgelempore

Eine 1895 von Gebr. Walter (Guhrau) errichtete und 1927 von Friedrich Wilhelm Böttcher (Weimar) wesentlich umgebaute Orgel wurde 1945 beschädigt, tat aber noch Jahrzehnte ihren Dienst. Von 1991 bis 2009 stand in der Herz-Jesu-Kirche eine gebrauchte Orgel, die 1953 von der Orgelbaufirma Metzler gebaut worden war.
Am 8. Mai 2011 wurde die neue „Franz-Liszt-Gedächtnisorgel“ eingeweiht. Das aus öffentlichen Mitteln (Deutsche Forschungsgemeinschaft, Land Thüringen) finanzierte Instrument wurde von der Firma Orgelbau Waltershausen gebaut und steht neben dem liturgischen Gebrauch durch die katholische Kirchengemeinde auch der Hochschule für Musik Franz Liszt Weimar für Konzerte sowie zu Unterrichts- und Übungszwecken zur Verfügung. Eine erste CD-Einspielung des Instruments erschien 2015 bei dem Berliner Label JUBAL.
Die Orgel hat 46 klingende Register auf 59 Pfeifenreihen („ranks“), zu denen insgesamt 87 Registerzüge (Manubrien) führen (durch 6 Vorabzüge, Extensionen aus 3 Registern des Fernwerks und 10 Transmissionen zum Pedal). Die mehr als 3200 Pfeifen verteilen sich auf drei Manuale, Fernwerk und Pedal. Das Fernwerk befindet sich in der Vierungskuppel der Kirche und lässt sich an alle Manuale und das Pedal ankoppeln. Die Spieltrakturen sind – mit Ausnahme der Ansteuerung des Fernwerkes – mechanisch, die Registertrakturen sind elektrisch.
| I Hauptwerk C–c4 |                    |        |
| 1.               | Principal          | 16′    |
| 2.               | Principal          | 8′     |
| 3.               | Gemshorn           | 8′     |
| 4.               | Bordun             | 8′     |
| 5.               | Quintatön          | 8′     |
| 6.               | Octave             | 4′     |
| 7.               | Gemshorn           | 4′     |
| 8.               | Octave             | 2′     |
|                  | Quinte (aus Nr. 9) | 2 ⁄3′  |
|                  | Terz (aus Nr. 9)   | 1 3⁄5′ |
| 9.               | Sesquialtera II    | 2 ⁄3′  |
| 10.              | Mixtur IV–VI       | 2′     |

| II Oberwerk C–c4 |                     |        |
| 11.              | Quintatön           | 16′    |
| 12.              | Principal           | 8′     |
| 13.              | Rohrflöte           | 8′     |
| 14.              | Viola di Gamba      | 8′     |
| 15.              | Vox coelestis       | 8′     |
| 16.              | Dolce               | 8′     |
| 17.              | Octave              | 4′     |
| 18.              | Nachthorn           | 4′     |
| 19.              | Flauto amabile      | 4′     |
| 20.              | Octave              | 2′     |
|                  | Quinte (aus Nr. 21) | 2 ⁄3′  |
|                  | Flöte (aus Nr. 21)  | 2′     |
|                  | Terz (aus Nr. 21)   | 1 3⁄5′ |
| 21.              | Cornett III         | 2 ⁄3′  |
| 22.              | Mixtur IV           | 1 ⁄3′  |
| 23.              | Fagott              | 16′    |
| 24.              | Trompete            | 8′     |
|                  | Tremulant           |        |

| III Schwellwerk C–c4 |                  |     |
| 25.                  | Lieblich Gedackt | 16′ |
| 26.                  | Geigenprincipal  | 8′  |
| 27.                  | Hohlflöte        | 8′  |
| 28.                  | Lieblich Gedackt | 8′  |
| 29.                  | Salicional       | 8′  |
| 30.                  | Harmonika        | 8′  |
| 31.                  | Geigenprincipal  | 4′  |
| 32.                  | Traversflöte     | 4′  |
| 33.                  | Dolce            | 4′  |
| 34.                  | Flageolett       | 2′  |
| 35.                  | Oboe             | 8′  |
|                      | Tremulant        |     |

| Fernwerk C–c4 |                             |     |
|               | Aeoline (aus Nr. 36)        | 16′ |
|               | Copula aethera (aus Nr. 37) | 16′ |
| 36.           | Aeoline                     | 8′  |
| 37.           | Copula aethera              | 8′  |
| 38.           | Unda maris                  | 8′  |
|               | Aeoline (aus Nr. 36)        | 4′  |
|               | Copula aethera (aus Nr. 37) | 4′  |
|               | Aeoline (aus Nr. 36)        | 2′  |
|               | Copula aethera (aus Nr. 37) | 2′  |
| 39.           | Lisztharmonika              | 16′ |
|               | Lisztharmonika (aus Nr. 39) | 8′  |
|               | Lisztharmonika (aus Nr. 39) | 4′  |

| Pedalwerk C–g1 |                          |         |
|                | Principalbass (= Nr. 1)  | 16′     |
| 40.            | Violonbass               | 16′     |
| 41.            | Subbass                  | 16′     |
|                | Gedacktbass (= Nr. 25)   | 16′     |
| 42.            | Salicetbass              | 16′     |
|                | Quintatönbass (= Nr. 11) | 16′     |
| 43.            | Quintbass                | 10 2⁄3′ |
| 44.            | Octavbass                | 8′      |
|                | Principalbass (= Nr. 2)  | 8′      |
|                | Bordunbass (= Nr. 4)     | 8′      |
|                | Gedacktbass (= Nr. 28)   | 8′      |
| 45.            | Violoncello              | 8′      |
|                | Octavenbass (= Nr. 6)    | 4′      |
|                | Mixturbass IV (= Nr. 10) | 2′      |
| 46.            | Posaunenbass             | 16′     |
|                | Harmonikabass (= Nr. 39) | 16′     |
|                | Trompetenbass (= Nr. 24) | 8′      |

- Normalkoppeln (mechanisch): II/I, III/I, III/II, I/P, II/P, III/P
- Fernwerkskoppeln (elektrisch): an I, an II, an III, an P
- Spielhilfen: elektronische Setzeranlage, Crescendowalze

## Glocken
Im Jahr 1910 wurde der Turm fertiggestellt. Damit wurde es möglich, die bereits 1891 von der Firma Ulrich (Apolda) gegossenen drei Bronzeglocken an ihren Bestimmungsort zu bringen. Die drei Glocken haben die Schlagtöne dis1, fis1 und h1. Im Ersten Weltkrieg entgingen die Glocken der kriegsbedingten Einschmelzung. Jedoch im Zweiten Weltkrieg mussten die beiden größeren Glocken – die Christus- und die Marien-Glocke – abgegeben werden. Glückliche Umstände verhinderten deren Einschmelzung: Sie wurden 1947 vom Glockenfriedhof Hamburg nach Weimar zurückgebracht und erklingen bis zum heutigen Tag. 2015 wurde das Geläut von der Glockengießerei Bachert (Karlsruhe) durch eine vierte Glocke ergänzt.
| Foto | Gießer/ Gießort                                   | Jahr      | Ø (mm) | Gewicht (kg) | Nominal | Glockenzier und Inschriften | Glockengeschichte                                                                                           |
| ---- | ------------------------------------------------- | --------- | ------ | ------------ | ------- | --- | --- |
|      | Gebrüder Ulrich/ Gießer: Heinrich Ulrich (Apolda) | 1891      | 1225   | 1140         | dis1    | Schulter ein runder Reifen zwischen zwei scharfen Reifen /EHRE SEI GOTT IN DER HOEHE UND FRIEDE DEM MENSCHEN AUF ERDEN/ Schulter (andere Seite) /A.D. 1891/ drei flache Reifen; Spitzbogenfries mit Lilien an Bogenenden Flanke /IN GOTTES NAMEN FLOSS ICH,//HEINRICH ULRICH IN APOLDA GOSS MICH, //PFARRER KARL JUENGST ZU WEIMAR KAUFTE MICH//VON FROMMEN GABEN, UND TAUFTE MICH:/Relief Christus am Kreuz Wolm über vier runden Reifen /O REX GLORIAE CHRISTE, VENI CUM PACE:/ | 1910 in Glockenturm gebracht; 1942 nach Ilsenburg abgeliefert (11-23-383 C); 1947 Rückkehr [Liste 4.2.1948] |
|      | Gebrüder Ulrich/ Gießer: Heinrich Ulrich (Apolda) | 1891      | 1020   | 620          | fis1    | Schulter ein runder Reifen; zwischen zwei scharfen Reifen /GUSS VON HEINR. ULRICH IN APOLDA 1891/drei flache Reifen, Spitzbogenfries mit Lilien an Bogenenden Flanke Relief Maria mit Kind Wolm über vier runden Reifen /ET VERBUM CARO FACTUM EST ET HABITAVIT IN NOBIS./ | 1910 in Glockenturm gebracht; 1942 nach Ilsenburg abgeliefert (11-23-384 C); 1947 Rückkehr [Liste 4.2.1948] |
|      | Glockengießerei Bachert (Karlsruhe)               | 7.11.2014 | 495    | fast 550     | gis 1   | Bonifatius-Glocke: Bücher des Neuen Testaments als Zier; für das Attribut des durchbohrenden Schwertes steht stellvertretend der Glockenton; Schulter: DIE DAS TIER UND SEIN BILD NICHT ANGEBETET HABEN, HERRSCHEN MIT CHRISTUS. 20₁4 (aus OFFENBARUNG 20,4; das Komma ist als »1« ausgeführt, wodurch das Gießjahr »2014« zu lesen ist) | |
|      | Gebrüder Ulrich/ Gießer: Heinrich Ulrich (Apolda) | 1891      | 799    | 330          | h1      | Schulter ein runder Reifen; zwischen zwei scharfen Reifen /GUSS VON HEINR.ULRICH IN APOLDA 1891./ drei flache Reifen, Spitzbogenfries mit Lilien an Bogenenden Flanke Relief der Heiligen Elisabeth /ST. ELISABETH//BITT GOTT, DASS SEINE STARKE HAND //UNS SCHUETZE SAMMT DEM VATERLAND!/ Wolm vier runde Reifen | 1910 in Glockenturm gebracht                                                                                |

## Radio-Gottesdienst
Am 29. Mai 2023 sendete das Radioprogramm MDR Kultur den Pfingstmontags-Gottesdienst aus der Herz-Jesu-Kirche als Direktübertragung, die Kirchgemeinde und der Sakralbau fanden damit mehr überregionale Wahrnehmung.